# LGA 1248
LGA 1248 es un zócalo de CPU de Intel para procesadores Itanium de la serie 9300 a la 9700. Reemplaza al zócalo PAC611 (también conocido como PPGA661) utilizado por los procesadores de la serie Itanium 9100 y añade funcionalidades del Intel QuickPath Interconnect.